# UGM-73 Poseidon C-3
UGM-73 Poseidon C-3 – pocisk balistyczny SLBM pośredniego zasięgu na paliwo stałe,  amerykańskiej marynarki wojennej. Poseidon C-3 były następcami pocisków Polaris A-3 we flocie amerykańskiej, były też pierwszymi na świecie pociskami w służbie operacyjnej, które wyposażono w głowice MIRV. Pociski Poseidon C-3 stanowiły odpowiedź na rozwój systemu antybalistycznego w Związku Radzieckim.

## Program konstrukcyjny
Bodźcem do opracowania pocisku Poseidon były sygnały, że Związek Radziecki jest w trakcie opracowywania systemu antybalistycznego będącego w stanie powstrzymać amerykańskie strategiczne uderzenie nuklearne. Bezpośrednio zaś, program Poseidon był rezultatem rozpoczętych w marcu 1964 roku studiów marynarki pod nazwą „Great Circle Study”. W ich ramach rygorystycznym analizom poddano amerykański potencjał ofensywny i obronny, wraz z późniejszymi studiami zainicjowanymi przez sekretarza obrony McNamarę.
Pierwszy model Posejdona odbył lot w sierpniu 1968 roku, z pola testowego Eastern Test Range na Florydzie. 14 test w locie, odbyty w grudniu 1969 roku, był jednocześnie pierwszym testem w pełni kompletnego systemu uzbrojenia. W czerwcu 1970 roku ukończono testy rozwojowe systemu, który uzyskał status operacyjny w marcu 1971 roku.

## Opis
Poseidon był dwustopniowym pociskiem balistycznym na paliwo stałe o długości 10,36 m i 1,88 m średnicy. Jego masa startowa wynosiła 29 480 kg maksymalny zasięg zaś 4640 km. Post-buster pocisku zdolny był do przenoszenia do 14 głowic MIRV, w związku jednak z deklaracją Stanów Zjednoczonych do układu START I, przenosił jedynie 10 głowic. Zadeklarowany do traktatu udźwig throw-weight wynosił 2000 kilogramów. W jednej konfiguracji mógł przenosić 10 głowic W76 o mocy 100 kt, w innej – 14 głowic W68 o mocy 40-50 kt. Poseidon C-3 dysponował bardzo dobrą celnością CEP wynoszącą 450 metrów, dwukrotnie mniej od pocisków Polaris A-3.

## Status
Poseidon uzyskał status operacyjny w marcu 1971 roku, po czym w liczbie 496 pocisków został rozmieszczony na 31 okrętach podwodnych „41 for Freedom”. W 1984 roku, na okręty te zaczęto wprowadzać pociski Trident I C-4, które stopniowo zaczęły wypierać Poseidon z amerykańskiego systemu strategicznego odstraszania nuklearnego. Do 1991 roku, w służbie pozostawało 10 jednostek wyposażonych w 160 pocisków C-3, do połowy 1994 roku jednak, wszystkie przenoszące je okręty zostały wycofane ze służby patrolowej i sukcesywnie wykreślane ze stanu US Navy.